# Toyanumbatir
Der Vulkan Toyanumbatir (in der deutschen Kolonialzeit Nordtochter, englisch: North Daughter, genannt, Schreibweise auch Tovanumbatir oder Towanumbatir) ist ein zur Zeit inaktiver Vulkan unmittelbar nördlich der Stadt Rabaul im Norden der zu Papua-Neuguinea gehörenden Insel Neubritannien.
Der Toyanumbatir liegt in einer generell vulkanisch sehr aktiven Region und ist einer von mehreren Vulkanen auf der sog. Krater-Halbinsel (englisch: Crater Peninsula), die wiederum Teil der Gazelle-Halbinsel ist. Etwa fünf Kilometer südöstlich liegt der Kombiu (ehemals Mutter) sowie der Rabalanakaia Krater, weitere fünf Kilometer im Südwesten liegen dann noch die Vulkane Tavurvur und Turanguna (ehemals Südtochter).
Der Toyanumbatir ist somit der nördlichste Vulkan auf Neubritannien und dicht bewaldet.
Während der deutschen Kolonialzeit wurde die Höhe noch mit 539 Metern angegeben. Durch die starke vulkanische Aktivität ist der Höhe des Berges mittlerweile auf unter 200 Meter zurückgegangen.